# Mädchen über Bord
Mädchen über Bord ist eine deutsche romantische Komödie der Pro7-Reihe made by ProSieben. Regie führte Hansjörg Thurn.

## Handlung
Die Studentin Katrin hat in ihrem Leben zwei Probleme zu meistern: Sie hat keinen Freund und hat, seit einem traumatischen Kindheitserlebnis, panische Angst vor Wasser. Als ihre beste Freundin Babsi mit ihrem Verehrer zu einer vierzehntägigen Kreuzfahrt aufbrechen will, beendet dieser per Telefonanruf die Beziehung, weil er seine Frau nicht verlassen möchte. Da Babsi aber bereits auf dem Schiff ist und nur Katrin von der Nachricht auf dem Anrufbeantworter Notiz nimmt – Babsis Handy ist zu Hause liegen geblieben – entschließt sie sich, es ihrer Freundin persönlich mitzuteilen. Beim Versuch, an Bord zu gelangen, fällt sie jedoch in Ohnmacht und kommt erst wieder zu sich, als der Luxusliner mit ihr an Bord bereits abgelegt hat. Sie muss sich damit in den nächsten Wochen ihrer großen Angst stellen. Weil mit dem Fernbleiben von Babsis Freund auch die Reisekosten nicht gedeckt sind, müssen die beiden arbeiten, Babsi als Barkeeperin, Katrin als Zimmermädchen. Bei der Einstellungsuntersuchung trifft Katrin auf Schiffsarzt Markus, mit dem sie bereits in der unmittelbaren Vergangenheit einmal Bekanntschaft gemacht und ihn dabei irrtümlicherweise geküsst hatte. Es entwickelt sich ein Verhältnis getreu dem Motto „Was sich liebt, das neckt sich“. Babsi bandelt unterdessen mit Nick, dem Executive Manager des Schiffs, an, möchte die Affäre allerdings beenden, als sie dessen Ehering entdeckt und sich Furcht vor einer Wiederholung der Ereignisse breitmacht. Als sich dann auch noch herausstellt, dass sie von ihrem Ex schwanger ist, ist sie mit den Nerven am Ende und nimmt eine erhöhte Dosis Schlaftabletten. Katrin führt derweil ebenfalls kein sorgenfreies Dasein. Markus’ Langzeitgeliebte Diana ist an Bord gekommen und möchte sich im Kampf um seine Gunst nicht geschlagen geben. Babsi wird in der Zwischenzeit von Nick aufgefunden und gerettet. Dieser beichtet ihr später, dass er den Ehering nur trage, um den Bestimmungen an Bord, keine Liebschaften mit Passagieren oder Crewmitgliedern einzugehen, leichter entsprechen zu können. Zwischen Katrin und Markus’ Geliebter kommt es schließlich eines Abends zu einer Art verbalem Showdown, bei dem Katrin endgültig sein Herz erobern kann. Einige Zeit später – die Schiffsreise liegt bereits ein gutes Stück zurück – erfährt Katrin, dass die Verlobung mit Markus’Freundin nun vollzogen wird. Als sie die Feierlichkeiten stürmt, erkennt sie allerdings, dass diese sich in der Zwischenzeit einen neuen Lover geangelt hat und mit diesem die Verlobung eingeht. Markus ist auch vor Ort und hat nichts an Zuneigung zu Katrin eingebüßt. Das Happy End ist damit perfekt.

## Trivia
Der Spielfilm wurde 2004 auf der AIDAcara gedreht und ist damit der erste Fernsehfilm, der auf einem Schiff der Reederei AIDA Cruises entstanden ist.